# Артабан II од Партије
Артабан II (грч. Αρτάβανος, пар. 𐭍𐭐𐭕𐭓 Ardawān; друга половина I века п. н. е. — 38. н. е.) је био шаханшах Партије (10—38).
Био је син неименоване кћерке партског шаханшаха Фраата IV и на тај начин је био у сродству са династијом Арсакида која је владала Партским царством. Међутим, његово порекло са мушке линије није довољно прецизно утврђено. Према некима је био син принца из народа Даха, који су живели источно од Каспијског језера, а према некима син Дарија II од Атропатене. У сваком случају, зна се да се као краљ Атропатене ставио на чело партског племства побуњеног против превише романизованог шаханшаха Вонона, свог ујака. Артабан је 10. године као такав био проглашен за шаханшаха. Уследио је грађански рат са променљивим исходом који је резултирао коначном Артабановом победом 12. године. Вонон је побегао у Јерменију где је од стране Августа био постављен за краља. Артабан је захтевао да Вонон буде смењен на шта је Августов наследник Тиберије пристао, не желећи да се упушта у сукоб са Партским царством. Године 18. римски цар је на исток послао Германика, који је извршио Артабанове захтеве тако што је на јерменски престо поставио Артаксију III и склопио мир са Партијом.
Римљани су се све више учвршћивали на Блиском истоку и приближавали Еуфрату, западној граници Партског царства, изазивајући Артабаново незадовољство. Јерменија је и даље остала најосетљивија тачка у односима двеју земаља и шаханшах је само чекао прилику кад би ову краљевину могао вратити под своју контролу. Прилика се указала 35. године када је партски владар, после смрти Артаксије III, на јерменски престо довео свог најстаријег сина Арсака. Међутим, не сматрајући Артабана довољно легитимним за место шаханшаха, део партских племића је послао изасланике у Рим тражећи да им се за шаханшаха пошаље Фраат, син Фраата IV који се тамо налазио као талац. Тиберије је потврдно одговорио изасланству и послао Фраата у Јерменију, али се он у Сирији разболео и умро. Потом је Тиберије као новог кандидата за партски престо послао Тиридата, такође дотадашњег таоца, унука Фраата IV. Истовремено је Иберац Митридат био послат у Јерменију да збаци Арсака. Целом акцијом руководио је Луције Вителије.
Даљи догађаји нису довели до одређеног резултата. Митридатов брат Фаразман организовао је Албанце и друга племена на Каспијском језеру и они су преплавили Јерменију. У сукобу са њима Парћани су претрпели пораз. Артабан је онда сам кренуо у Јерменију, али, на вест да Вителије концентрише трупе према Месопотамији, повукао се назад. У међувремену Римљани су потпомагали побуне против њега. Усамљен у земљи, шаханшах је кренуо према граници Скитије, тражећи помоћ и од Хирканаца. Вителије је прешао преко Еуфрата, али се потом вратио у Сирију. Охрабрен Вителијевим упадом, Тиридат је освојио Никефорију и напао Селеукију. У Селеукији је узурпатор био примљен као ослободилац, симболично је предао власт народу, а потом отишао у Ктесифон где је крунисан на старински начин. Артабан се није помирио са постојећим стањем и кренуо је са елитним трупама ка Селеукији, па је Тиридат био принуђен да се повуче у Сирију. Тако је 36. године грађански рат окончан. Вителије је принудио шаханшаха да прихвати новонастало стање у Јерменији, али само привремено. Следеће године се поново умешао у прилике суседне краљевине, где је довео на власт свог другог сина Орода.
Артабан је умро 38. године. Наследио га је син Вардан, против кога се убрзо побунио његов брат Готарз.